# جان دارلی
جان دارلی (انگلیسی: John Darley) یک پژوهشگر و متخصص روان‌شناسی اجتماعی اهل ایالات متحده آمریکا و استاد رشته‌های روان‌شناسی و امور عمومی در دانشگاه پرینستون بود.
او دکترای خود را از دانشگاه هاروارد در رشتهٔ روابط اجتماعی دریافت داشت و در سال ۱۹۶۸ میلادی به همراه بیب لاتانه اثر تماشاگر را توضیح داد.
او از سال ۲۰۰۵ میلادی به عضویت فرهنگستان هنر و علوم آمریکا درآمده بود.